# Aparecida do Taboado
Aparecida do Taboado é um município brasileiro, com população estimada em 26 mil pessoas, localizado na costa leste do estado de Mato Grosso do Sul, na divisa com o estado de São Paulo. Foi fundado em 28 de setembro de 1948, tornando-se amplamente conhecido após o sucesso comercial do álbum de estúdio 60 Dias Apaixonado, da dupla sertaneja Chitãozinho e Xororó, lançado pela Copacabana em 1979. É sede do Santuário Diocesano Nossa Senhora Aparecida, que pertence à diocese de Três Lagoas, e da Festa do Peão de Boiadeiro, que integra o calendário do rodeio nacional desde 1969.

## Geografia
O município está localizado na costa leste do estado do Mato Grosso do Sul, a 442 km de Campo Grande. Com território de 2 750,130 km², é banhado pelo rio Paraná, que se forma nas proximidades da divisa do município pela confluência dos rios Grande e Paranaíba, bem como pelos rios Pântano e Quitéria, ambos afluentes do rio Paraná. Está ligado ao município paulista de Rubineia pela Ponte Rodoferroviária Rollemberg-Vuolo, de 3700 metros, inaugurada em 29 de maio de 1998. Faz divisa também com os municípios sul-mato-grossenses de Paranaíba e Selvíria.
A maioria da vegetação nativa do município, pertencente ao bioma do cerrado, foi desmatada com o desenvolvimento da indústria madeireira a partir da década de 1940 e a formação de pastagem para a pecuária extensiva. Remanescentes da vegetação natural concentram-se na porção oeste do município, com domínio do cerrado arbóreo denso (cerradão), composta por denso estrato de arvores de porte médio.

## História
O povoamento da região começou na década de 1830, intensificando-se a partir de 1900 com a formação do primeiro povoado nas proximidades do Porto Taboado, às margens do Rio Paraná, que integrava a Estrada Boiadeira do Taboado, por onde tropas de boiadeiros provenientes de fazendas localizadas nos estados do Mato Grosso, Goiás e Minas Gerais seguiam viagem em direção aos frigoríficos de Barretos (SP).  A primeira povoação surgiu, portanto, como "ponto de pouso" (hospedagem e alimentação) de comitivas de tropeiros que faziam aquele percurso. A travessia do Rio Paraná no Porto do Taboado, de 830 metros de largura, foi o caminho que os tropeiros descobriram no final do século XIX para evitar o percurso mais longo e difícil pelo triângulo mineiro até os frigoríferos paulistas.
Atribui-se a Antonio Leandro de Menezes a doação das terras onde se formaria o primeiro povoado, conhecido inicialmente como “Lagoa Suja”, mas posteriormente chamado de “Córrego do Campo”. A origem do atual topônimo do município é duvidosa, mas provavelmente se deve à combinação dos nomes da padroeira do povoado – Nossa Senhora Aparecida – e do porto situado às margens do Rio Paraná – Porto Taboado. A esse respeito, Marlei Cunha lança as seguintes hipótese: "Topônimo de Tabuado – Aparecida do Tabuado – Segundo consta, o Porto Presidente Vargas, no rio Paraná, nas proximidades da junção do rio Paranaíba e Grande, nas alturas da Ilha Grande, era denominado, antigamente, Taboado”. Qual a origem da forma Tabuado? De tábua (prancha de madeira?). De tabua (grande erva que vive nas águas paradas e rasas”)? De taboa (variante popular de tabua, registrada pela maioria dos dicionários)?"
Conta-se que Antonio Leandro de Menezes, um dos principais fazendeiros do primeiro povoado, vendo seu filho curado de enfermidade após fazer promessa a Nossa Senhora Aparecida, resolveu doar terreno para a construção de igreja em homenagem à padroeira.  Com efeito, a primeira igreja do município foi construída em 1929 onde hoje se encontra a Praça Nossa Senhora Aparecida e elevada à condição de paróquia em 1941.
O povoado foi elevado à distrito de Santana do Paranaíba em agosto de 1928. Em abril de 1933, foi inaugurada a primeira escola, em terras doadas por João Alves Nogueira Moreira de Lara, sendo designada professora Floripes Garcia de Melo. Naquele mesmo ano, apareceu o primeiro jornal, “A Gazeta de Aparecida”, totalmente manuscrito e de propriedade de Pedro Lemos do Val, vulgo Sem Seca.
O distrito foi elevado à condição de município em 28 de setembro de 1948. A emancipação do município foi decisão política tomada possivelmente com vistas a resolver as dificuldades que a distância de Paranaíba criava aos morados do distrito de Aparecida do Taboado para tramitações burocráticas, como registros de imóvel, de casamento e de óbito. Juliano Alves da Silva documenta que "assuntos corriqueiros que demandariam alguns dias se fossem tratados na localidade, demoravam semanas ou até meses para serem resolvidos na sede administrativa, tanto pela questão da burocracia, como pela distância de 60 km percorrida em carro de boi".
Nas primeiras eleições municipais, foi eleito prefeito Ajax Furquim Leite, que tomou posse em 18 de junho de 1949, para mandato de quatro anos.
Em 1973, com o represamento do rio Paraná provocado pela usina hidrelétrica de Ilha Solteira, áreas de dois distritos que pertenciam ao município - Oriente e Ilha Grande – foram totalmente alagadas.

## Economia
A economia local tem por principal base a pecuária de corte e leiteira, a indústria, a produção de látex e o cultivo de cítricos, de mamão e de banana. Estima-se que estejam plantadas no município 1.8 milhão de seringueiras e 350 mil laranjeiras, o que faz de Aparecida do Taboado o maior produtor estadual de laranja.
A produção industrial, iniciada na década de 1980, tem crescido consistentemente desde então, favorecida pela isenção de tributos, pela proximidade geográfica do município com o estado de São Paulo e pela oferta de mão-de-obra. No setor industrial, sobressai a fabricação de brinquedos, de embalagens, de colchões e embalagens. Nos últimos anos, a piscicultura tem-se desenvolvido no município, com a produção e o processamento de pescados para exportação.

## Trabalho e rendimento
Em 2018, o salário médio mensal era de 2.4 salários. A proporção de pessoas ocupadas em relação à população total era de 30.2%. Cerca de 30% da população é formada por domicílios com rendimentos mensais de até meio salário-mínimo por pessoa.

## Saneamento
O município apresenta 15.6% de domicílios com esgotamento sanitário adequado e não dispõe de aterro sanitário para a destinação final de resíduos sólidos.

## Cultura
O município tem numerosa classe artística. Na música, destacam-se atualmente Rosimar & Rosicler,  Maysa Mendes, Marcia Martins, Priscilla Cardoso, Igor Salles, Vocal Dreams. Sobressaem-se, na composição, Vicente Dias, Cipozinho, Leal Luz e José Nelson; no teatro, Moysés Chama e Conceição Mendonça; na literatura, Wadna Salles e Glaucio Queiroz; nas artes visuais, Alice Yura.
Há quantidade expressiva de artesãos no município, sendo os mais conhecidos o senhor Eurico Pimenta (nas cerâmicas), o Artesanato Birer, a BMC brinquedos de madeira, além daqueles que bordam, costuram e pintam no anonimato.
O município conta também com muitos músicos instrumentistas – tocadores de viola e violão, sanfoneiros e violonistas – que se mesclam entre atividades religiosas e eventos populares, entre as quais se destaca a folia de reis conduzida pelo Senhor Anaim Alves de Souza.
O município tem escolas de música e dança (Ronan dos Santos e Cia de Dança Manoela Jasques), bem como estúdios de música (Cleiton Rodrigues e Aucélio Martins).  

## Imprensa
Na década de 1980, começa a circular no município o jornal "O Democrático", de propriedade de José Ivo Bernardes de Souza. O jornal circulou até o fim da década de 1990. Por sua vez, o jornal Bolsão em Notícias, atualmente denominado Costa Leste News, passou a circular no início da década de 1990, sob a direção de Auci Corrêa Fernandes. No final da década de 1990, José Ivo Bernardes de Souza assumiu a propriedade do jornal.

## Esporte
O Taboado Esporte Clube foi fundado em 9 de março de 1992, tendo disputado o Campeonato Sul-Mato-Grossense daquele ano. Mandava seus jogos no estádio municipal Pereira de Queiroz, apelidado de Pereirão, que foi inaugurado em 1980 e possui capacidade máxima para 2.000 pessoas. Encontra-se afastado das competições de futebol profissional.

## Religião
13.295 pessoas se declaram católicas, 5268, evangélicas e 407, espíritas.

## Instituições religiosas e filantrópicas
O município conta com várias instituições filantrópicas, como o Instituto Dom Afonso Maria Fusco e a APAE.
O Instituto Dom Afonso Maria Fusco está formalmente em funcionamento no município desde 1993, propiciando formação educacional para mais de uma centena de crianças e adolescentes provenientes de famílias carentes, com o apoio da Prefeitura Municipal, do Banco do Brasil/AABB Comunidade, da indústria e de doações da comunidade.

## Hino Municipal
Ao encontrar de dois grandes rios
Surgiu além uma linda flor
Aparecida cidade encantada
Berço querido de paz e amor
Em teus campos existe perfume
Em teus lares paz e amor
O pensamento de teus queridos filhos
O lema é trabalho e união
Ai! Ai! Ai! Aparecida do Taboado
Ai! Ai! Ai! Aparecida do Taboado
Foi um humilde carpinteiro
Que te legou à Senhora Aparecida
Cantada em rincão abençoado
És hoje a princesinha mais querida
Ordem, trabalho e progresso
Simbolizam a fé de quem te ama
De uma alvorada levantada
Ao alto pedestal de tua fama
Ai! Ai! Ai! Aparecida do Taboado
Ai! Ai! Ai! Aparecida do Taboado

## Serviços
Agências bancárias - Banco do Brasil, Caixa Econômica Federal, Bradesco, Sicredi
Casa lotérica da Caixa Econômica Federal
Agencia dos correios

## Administração
José Natan de Paula Dias, do Podemos, foi eleito prefeito de Aparecida do Taboado nas eleições municipais de 2020, constituindo o 19º chefe do executivo local desde que Ajax Furquim Leite assumiu a prefeitura em 1949.